# 集客
| ウィキペディアには「集客」という見出しの百科事典記事はありません（タイトルに「集客」を含むページの一覧/「集客」で始まるページの一覧）。 代わりにウィクショナリーのページ「集客」が役に立つかもしれません。 |